# Secret (àlbum de Kumi Koda)
secret és el quart àlbum d'estudi de la cantant japonesa Kumi Koda, llançat al mercat el 9 de febrer de l'any 2005.

## Informació
El quart àlbum de Koda Kumi tingué prou promoció, amb 6 senzills promocionals exactament. A causa del gran èxit que va tenir va ser rellançat temps després amb 2 noves cançons, i fins i tot amb complements en les versions per a l'home i per a la dona.
L'edició original de l'àlbum contenia 15 cançons, però per al seu reedició li van ser incloses un remescles de la cançó "Hot Stuff" en col·laboració amb KM-MARKIT, i un duet amb la formació Heartsdales. L'àlbum també conté una versió remasteritzada del senzill "hands", i "LOVE HOLIC", originalment el costat b del senzill de "Kiseki".
El DVD inclòs al costat de l'àlbum conté tots els vídeos promocionals dels senzills, a part de dos vídeos que no van ser senzills. El vídeo musical de "SHAKE IT" inclòs també va estar disponible en el DVD Single del tema "Selfish", i el vídeo de "Trust you" és prèviament inèdit. En les edicions especials de l'àlbum al DVD també li va ser agregat el vídeo musical de "Hot Stuff".

## Llista de temes

### CD
1. Intro~Get down~
2. Cutie Honey (キューティーハニー)
3. Hot Stuff feat.KM-MARKIT
4. Selfish
5. hands
6. Hearty…
7. SHAKE IT
8. Kiseki (奇跡)
9. Trust you
10. Chase
11. LOVE HOLIC
12. 24
13. Let's Party
14. Believe
15. Through the sky
16. Bonus Track: It's a Small World (feat. Heartsdales)¹
17. Bonus Track: Hot Stuff ~Kakuhen Musou Tenshou remix~ (~確変無想転生 remix) feat. UZI & KM-MARKIT~¹

### DVD
1. Cutie Honey (キューティーハニー)
2. Chase
3. Kiseki (奇跡)
4. Selfish
5. SHAKE IT
6. 24
7. hands (album edition)
8. Trust you
9. Hot Stuff (feat.KM-MARKIT)¹

- ¹ - Només en edició especial

## Rànquings
Rànquing de Vendes Oricon (Japó)
| Lliurament           | Rànquing                        | Posició Peak | Vendes la Primer Setmana | Vendes Totals | Duració al Rànquing |
| -------------------- | ------------------------------- | ------------ | ------------------------ | ------------- | ------------------- |
| 9 de febrer del 2005 | Rànquings Diaris de l'Oricon    |              |                          |               |                     |
| 9 de febrer del 2005 | Rànquings Setmanals de l'Oricon | 3            | 186,377                  | 600,201       | 56 setmanes         |
| 9 de febrer del 2005 | Rànquings Mensuals de l'Oricon  |              |                          |               |                     |
| 9 de febrer del 2005 | Rànquings Anuals de l'Oricon    | 22           |                          |               |                     |